# Mighty Barolle
Mighty Barolle is een Liberiaanse voetbalclub uit de hoofdstad Monrovia. De club was een van de pioniers van het Liberiaanse voetbal.

## Erelijst
Landskampioen
1967, 1972, 1973, 1974, 1986, 1988, 1989, 1993, 1995, 2001, 2004, 2006, 2009
Beker van Liberia
1974, 1978, 1981, 1983, 1984, 1985, 1986, 1995